# 孫策攻劉勳盧江之戰
孫策攻劉勳廬江之戰，是東漢末年孫策平江東之戰中，討逆將軍、吳侯孫策奪取廬江太守劉勳根據地皖城的戰役。
建安四年（199年），孫策正準備討伐窮途末路的袁術，不過軍隊尚未出發，袁術急逝於壽春，而先前袁術任命的廬江太守劉勳仍駐守在皖城。孫策為了報以前劉勳奪佔廬江太守位置的仇，而展開行動計劃襲取皖城。孫策少時好友周瑜認為皖城城防堅實，易守難攻。建議孫策用兵以調虎離山之計，騙取劉勳襲取上繚，在劉勳出兵後，突然襲其後方奪佔皖城。劉勳驚覺受騙後意圖奪回皖城，不料被伏兵孫賁、孫輔突然殺出，軍隊四處混亂，只得往北逃跑投靠曹操。

## 戰前背景
孫策正準備與曹操、董承、劉璋聯合討伐劉表和強弩之末的袁術，軍隊已經整裝待發。卻在此時身在壽春的袁術，討不到蜜水，只能喝血水，袁術自責羞愧大喊：「袁公路何以至此。」並吐血身亡。袁術病逝於壽春後，袁術的長史楊弘、大將軍張勳意欲率袁術敗兵投奔以前身在袁術帳下的孫策，不料被廬江太守劉勳截擊，全軍被俘虜。而袁術的族弟袁胤、其子袁燿、其女袁夫人、女壻黃猗及其家族眾人等，也畏於曹操的實力，不敢繼續待在壽春，抬著袁術的棺木，帶領袁術的家小和部曲男女，到皖城投奔劉勳。劉勳的兵力驟然大增，而受到臨邊勢力孫策的猜忌及不安。

## 戰役展開
由於劉勳收容袁術的餘部，使得兵力大增，而引來孫策的敵視，孫策想借機剪除削弱劉勳的勢力，寫信來勸劉勳攻襲海昏、上繚。信中，孫策屈己下人，說：「上繚地方十分富饒，希望您能興兵討伐，我願出兵做您的外援。」劉勳相信孫策，更因收得財寶而十分高興，各人都祝賀，但劉曄則不感喜悅。劉勳詢問，劉曄則說：「上繚雖小，城防堅固，易守難攻非幾日就能攻下，然而兵馬疲憊在外，而國內空虛。孫策必乘我國空虛而前來攻襲我們，後方不敵無法防守。你進軍必被敵方屈人之兵，退無歸路。倘若軍隊今天出去，禍害今天就會到來了。」但劉勳不聽，堅持出兵。劉勳決定攻取上繚，悄悄率軍經過彭澤，來到海昏這個地方，當地守將堅壁清野，留下一座空城，劉勳一無所穫。聽說劉勳已到海昏，立即讓二位堂兄孫賁、孫輔率領人馬駐紮在彭澤，準備攔擊劉勳，自己則與周瑜率兵兩萬進軍，前來攻襲劉勳的大本營皖城，一擧攻克，俘虜包括劉勳妻子，袁術妻子及橋公二女在內的三萬多人。

## 戰後影響
橋公二女「江東二橋」大橋小橋皆有“沉魚落雁”之容顏、“閉月羞花”之美貌，二橋這對姐妹同時嫁給兩位英雄俊傑，大橋嫁給了孫策，小橋則嫁給周瑜。孫策與周瑜二人關係更進一步，從此不僅僅只是摯友、君臣關係更是連襟兄弟。
後來孫策將所得人眾（包括楊弘、張勳、袁胤、袁燿、袁夫人、步夫人）全部移往江東吳郡。任命李術爲廬江太守，撥給他三千人馬防守皖城，而留下周瑜鎮守巴丘，委任太史慈為建昌都尉，駐守海昏，並督領各將還擊以驍勇著稱。劉勳聞訊大驚，星夜回軍彭澤，孫賁、孫輔出兵截殺，劉勳大敗，逃往劉勳退入楚江（今長江），又經尋陽到置馬亭，聽說孫策已經率軍攻克了皖城，又逃到了西塞，接著又逃往流沂，投奔曹操。孫策佔領廬江郡後，降服許多廬江人，孫策將這些人當中挑選為廬江兵，交給麾下廬江本地人的虎臣陳武訓練為精銳。